# Четырёхчленные гетероциклы
Четырёхчленные гетероциклы — органические циклические соединения, имеющие как минимум один четырёхчленный цикл, в состав которого входит как минимум один гетероатом.

## Описание
Четырёхчленные гетероциклы реже встречаются в природе, чем трёхчленные гетероциклы. Наибольшее значение среди этой группы гетероциклических соединений имеют β-лактамы, которые нашли применение в качестве компонентов пенициллиновых и цефалоспориновых антибиотиков. Основным способом синтеза является реакция циклоприсоединения. Разрушаются под воздействием литийорганических соединений в присутствии трифторида бора или купратов. В связи с малым размером цикла четырёхчленные гетероциклы не обладают свойствами ароматических соединений.

## Важнейшие представители
- Оксетан
- Диоксетан
- Азетидин